# Dioscorea aspersa
Dioscorea aspersa är en enhjärtbladig växtart som beskrevs av David Prain och Isaac Henry Burkill. Dioscorea aspersa ingår i släktet Dioscorea och familjen Dioscoreaceae. Inga underarter finns listade i Catalogue of Life.